# Biografiskt uppslagsverk
Ett biografiskt uppslagsverk eller biografiskt lexikon är en samling korta (någon eller några sidor) biografiska artiklar om personer av viss betydelse, oftast begränsade till avlidna personer. Moderna sådana har ett övergripande historievetenskapligt perspektiv, men de enskilda artikelförfattarna hämtas i regel bland specialister som känner till de olika områden där de biograferade personerna har varit verksamma. De större verken av detta slag (till exempel SBL eller NDB, se nedan) brukar vinnlägga sig om goda käll- och litteraturhänvisningar, anger var personens ev. efterlämnade arkiv är tillgängligt för forskare, och antingen förtecknar personens till exempel litterära, vetenskapliga eller musikaliska produktion eller ger hänvisning till tidigare publicerad förteckning när sådan finns. På så sätt tjänar de som en ingång till fördjupande studier.
Från biografiska uppslagsverk bör man skilja den typ av samtidsinriktade biografiska matriklar som representeras av Vem är det?, de brittiska och amerikanska Who's who och liknande, även om gränsen ibland kan vara flytande. De senare har visserligen ett personurval som är redaktionellt men de enskilda biografierna bygger i regel på uppgifter lämnade av personerna själva och kan därför brista när det gäller sådant som dessa inte har ansett väsentligt eller önskat få uppmärksammat. 

## Olika typer av biografiska uppslagsverk
Det förekommer framför allt två huvudtyper av biografiska uppslagsverk, dels de nationella eller ibland regionala (omfattande ett land, ibland ett mindre område och i vissa fall ett språkområde eller liknande), dels de som avgränsar sig till personer inom något visst verksamhetsområde.

### Nationella och regionala biografiska uppslagsverk
I många länder har antingen genom privata förlag eller på statligt initiativ utgivits särskilda nationella biografiska uppslagsverk. Av historiska, språkliga eller politiska skäl omfattar dessa ofta personer som har varit verksamma i områden som inte innefattas av de nuvarande nationsgränserna. De stora tyskspråkiga uppslagsverken omfattar alltså tyskspråkiga personer utanför nuvarande Tyskland (och överlappar därför ofta de österrikiska motsvarigheterna). Svenskt biografiskt lexikon har artiklar om personer som var verksamma i Finland före 1809 eller i Sveriges baltiska och tyska provinser under stormaktstiden och 1700-talet. Personer som har varit verksamma i flera länder kan även vara biograferade i olika uppslagsverk. Exempelvis finner man den under ett par årtionden i Sverige verksamme tyske rättsteoretikern Samuel von Pufendorf såväl i Svenskt biografiskt lexikon (band 29) som i de nedan nämnda tyska biografiska uppslagsverken.

### Biografiska uppslagsverk med inriktning på vissa verksamhetsområden
Den andra typen av biografiska uppslagsverk är sådana som uteslutande behandlar personer i någon viss kategori som inte främst har med nationalitet att göra, vanligtvis personer verksamma inom något visst yrke, personer som har haft betydelse inom någon viss vetenskaplig disciplin eller liknande, exempelvis läkare, teologer, klassiska arkeologer. Sådana uppslagsverk kan vara internationella till sin inriktning eller avgränsa sig till någon viss nation, region eller annat. Det finns även biografiska uppslagsverk som särskilt vill uppmärksamma kvinnor, som Dansk kvindebiografisk leksikon (2000-2001).
Fördjupande biografier kan även återfinnas i specialiserade, men inte i huvudsak biografiska, uppslagsverk för till exempel vissa vetenskapsområden, men dessa tillämpar i regel större urskillning vid personurvalet än renodlade biografiska uppslagsverk. Exempelvis kan i Reallexikon der Germanischen Altertumskunde (Berlin 1973ff) återfinnas vissa inom lexikonets område (forngermansk filologi, tysk och nordisk arkeologi och liknande) betydelsefulla forskare.

## Exempel på nationella biografiska uppslagsverk

### Sverige
De mest aktuella verken av detta slag är:
- Svenskt biografiskt lexikon (SBL), utgiven sedan 1917 i hittills (2004) 31 volymer. Finns även på CD-ROM. Detta är i allmänhet det mest auktoritativa och aktuella verket för svensk biografi och innehåller ofta utförliga käll- och litteraturhänvisningar. De äldre delarna har dock hunnit bli delvis inaktuella. Angivna födelse- och dödsorter kan vara anakronistiska, dvs ange församlingar och liknande som inte fanns under personens levnad, men som var aktuella när verket skrevs.
- Svenska män och kvinnor. Biografisk uppslagsbok (SMoK). Stockholm 1942-1955. För de tidigaste bokstäverna i alfabetet kan det ta med senare verksamma personer eller ibland motsvara ett något aktuellare forskningsläge än SBL, och för de senare bokstäverna, dit SBL ännu inte har nått, är det ofta det enda som är tillgängligt. Innehåller i regel inte käll- och litteraturhänvisningar, Libris 53799.
- Biografiskt lexikon för Finland (BLF) började utkomma 2009. Det är epokindelat och innehåller i band 1 Svenska tiden   artiklar om personer verksam i Sveriges östra rikshalva före 1809. Band 2 omfattar Ryska tiden och band 3-4 Republikens tid
- Vem är det, som utgivits i regel vartannat år sedan 1912.
- Svenska släktkalendern, som utgivits sedan 1912, en tid ungefär vart 4-5 år, numera ungefär vartannat år.
- Sveriges Ridderskap och Adels kalender (Adelskalendern), omfattar endast svensk introducerad adel men är i gengäld komplett vad gäller denna. Utkommer till adelsmötet vart tredje år.

Därutöver bör nämnas:
- Georg Gezelius, Försök til et biographiskt lexicon öfver namnkunnige och lärde svenske män. 1-4. Stockholm 1778-1787, Libris 2400417.
- Biographiskt lexicon öfver namnkunnige svenska män. Upsala; Örebro 1835-1857, Libris 11010.
- Herman Hofberg, Svenskt biografiskt handlexikon (1906). Nu fritt tillgängligt [1] på Projekt Runeberg.
- Vem är Vem, utkom i två utgåvor, 5 delar 1945–1950 och 5 delar 1962–1968, båda redigerade under ledning av Paul Harnesk, stadsbibliotekarie i Uppsala.

### Danmark
Dansk biografisk leksikon (DBL) har utkommit i hittills tre upplagor. Artiklarna i de senare är ofta bearbetningar av artiklar från den första upplagan.
- Dansk biografisk lexikon, 1 uppl. Bd 1-19 (1887-1905). Nu fritt tillgängligt[2] på Projekt Runeberg.
- Dansk biografisk leksikon, 2 uppl. Bd 1-27 (1933-1944).
- Dansk biografisk leksikon, 3 uppl. Bd 1-16 (1979-1984).

Nationellt, men endast omfattande kvinnor:
- Dansk kvindebiografisk leksikon, 1-4. (København 2000-2001). Även tillgängligt digitalt[3].

### Norge
Norsk biografisk leksikon (NBL) har utkommit i två upplagor.
- Norsk biografisk leksikon, 1 uppl. Bd 1-19 (1923-1983).
- Norsk biografisk leksikon, 2 uppl. Bd 1-10 (1999-2005).

### Tyskspråkiga länder
- Tyskland: Ett gemensamt register till ADB och NDB[4] finns tillgängligt på webben.
  - Allgemeine Deutsche Biographie (ADB). 56 volymer. 1875-1912. Utgiven av Historiske Kommission vid bayerska vetenskapsakademien. Wikisource har originalverk relaterade till Allgemeine Deutsche Biographie
  - Neue Deutsche Biographie (NDB), utgiven sedan 1953, hittills 21 volymer och för närvarande på bokstaven R. Också utgiven av bayerska vetenskapsakademien
  - Deutsche Biographische Enzyklopädie (DBE). Utgiven i 15 band, 1995-2003. Kortare, men i många fall mer aktuella, biografier än NDB och ADB tillsammans kan erbjuda.
- Österrike: Österreichisches Biographisches Lexikon 1815–1950 (ÖBL) hittills 13 volymer. ÖBL Online är tillgängligt på nätet.
- Schweiz: Historisches Lexikon der Schweiz (HLS) hittills 8 volymer.[5].

En gemensam söktjänst för ADB, NDB, ÖBL och HLS erbjuder Biographie-Portal.

### Storbritannien
- Dictionary of National Biography (DNB). Utkom i sin första upplaga under några år från 1885, varefter det kom ett supplement i tre band och därefter ett supplement ungefär någon gång per årtionde omfattande de personer som hade dött under ett föregående årtionde eller i något fall en femårsperiod. Dessutom kom 1993 en volym med titeln Missing persons, alltså sådana som tidigare av något skäl hade blivit förbigångna.
- Oxford Dictionary of National Biography (ODNB). Ny och omarbetad utgåva av det föregående verket. Under utgivning (2004), kommer att omfatta 60 volymer och kommer även att vara tillgängligt i en online-utgåva mot subskription.

## Exempel på biografiska uppslagsverk med inriktning på visst verksamhetsområde
- Präster: herdaminnen
- Läkare
- Tandläkare
- Jurister
- Lantmätare
- Veterinärer